# Santa Catalina (Jujuy)
Santa Catalina és una localitat del NOA, i capçalera del departament homònim, província de Jujuy, República Argentina. És la localitat més poblada del departament. Es troba a 67 km a l'oest de La Quiaca.
És un lloc miner, amb ex jaciments aurífers, tenint en el seu riu la temptació de trobar, mitjançant un sedàs, llavors d'or. Hi ha criatura de llames, ovelles i cabres.

## Turisme
Antiga Església del segle xvii, amb art de la imatgeria colonial. Està enfront de la Plaça principal, al costat del vell edifici de la família Saravia, formant un conjunt arquitectònic. La torre, de 10 m, té tres pisos telescòpics, amb el mateix ample de la nau (10 m), construïda per sobre de la llinda. L'atri, contingut en la torre, segueix a una nau de 32 m, els antics altars de la qual es van reemplaçar per altres del segle xx.